# 풍어역
풍어역(豊漁驛)은 조선민주주의인민공화국 함경남도 신포시 풍어리에 위치한 평라선의 철도역이다.

## 연혁
- 1924년 10월 11일: 영무역(靈武驛)으로 영업 개시[1]
- 일자 불명: 평라선으로 편입
- 일자 불명: 풍어역으로 역명 개칭